# Скованные одной цепью
«Скованные одной цепью» («Круговая порука») — одиннадцатая песня альбома «Разлука» группы «Nautilus Pompilius», ставшая одной из визитных карточек группы. Слова: Илья Кормильцев, музыка: Вячеслав Бутусов, Алексей Могилевский.
Песня была исполнена на фестивале «Рок-панорама-87» и попала на одноимённую виниловую пластинку; также вошла в студийный альбом «Князь тишины» (первая песня) и концертную запись «Ни Кому Ни Кабельность».
В 1990 году вышел поэтический сборник Кормильцева «Скованные одной цепью», оформленный рисунками Вячеслава Бутусова. Журналом Time Out помещена в список «100 песен, изменивших нашу жизнь».

## Содержание
Песня была написана на заре перестройки в 1986 году, во время начала либерализации общества. Текст песни поэт Илья Кормильцев написал ещё в 1984 году на крыльце у своего дома.
Текст песни содержит большое количество афоризмов, вошедших в повседневное общение русскоговорящей аудитории. В свою очередь, в тексте песни можно встретить фразы, которые очень остро отзываются на социальные и идеологические проблемы позднего периода советской власти. К таким фразам можно отнести «здесь сброшены орлы ради бройлерных куриц», «можно верить и в отсутствие веры», «можно делать и отсутствие дела», «одни слова — для кухонь, другие — для улиц», «нищие молятся, молятся на // то, что их нищета гарантирована». В песне неоднократно упоминается, что заработная плата не находилась в зависимости от результатов труда, из-за чего рабочие не занимались своими прямыми должностными обязанностями («можно делать и отсутствие дела», «здесь мерилом работы считают усталость»).
В первоначальном виде последняя строка в первом куплете выглядела так: «За красным восходом — коричневый закат» (в таком варианте исполнения можно было встретить записи 1990—1993 г.г. Об этом же рассказывал Бутусов в интервью, которое звучало в радиопередаче «Летопись» на «Нашем радио», 21 выпуск, 56-я минута). Её можно трактовать как намёк на будущее советского общества, начавшегося с коммунизма и способное закончиться фашизмом. По настоянию руководства Свердловского рок-клуба коричневый цвет был изменён на розовый, в те времена не имевший политической окраски. Из-за острой социальной и политической направленности были опасения, что песня вызовет резонанс у партийного руководства, однако этого не произошло.

## Кавер-версии
- Переработанный Константином Меладзе вариант песни с изменённым текстом Ольги Ципенюк прозвучал в фильме «Стиляги» (2008) в исполнении Евгении Брик.
- В исполнении группы «Машина времени» песня вошла в альбом-сборник трибьютов «Нау Бум», а затем в альбом самой «Машины времени» «Машины не парковать» (2009).
- Группа «Чебоза» исполнила кавер на эту песню, который вошёл в EP 08-09 (мини-альбом).
- Анна Ефремова выполнила кавер на данную песню в короткометражном фильме «Beholder», посвящённом одноимённой игре[4].